# Décès en 869
Décès
- 865
- 866
- 867
- 868
- 869
- 870
- 871
- 872
- 873

Cette page dresse une liste de personnalités mortes au cours de l'année 869 :
- janvier : Al-Jahiz, écrivain arabe, à Bassora[1].
- Janvier-février : Le soufi ibn Karam, créateur de la confrérie des Karamiyya.
- 4 février : Cyrille, philosophe et prêtre grec, évangélisateur des Slaves.
- 13 février : Minamoto no Makoto, septième fils de l'empereur du Japon Saga et premier courtisan à recevoir le nom « Minamoto ».
- 8 mars : Humphroy de Thérouanne, évêque de Thérouanne (episcopus Morinensis).
- 16 juillet : Al-Mutazz, calife abbasside.
- 8 août : Lothaire II, roi de Lotharingie[2].
- 18 septembre: Rotland d'Arles, archevêque d'Arles
- 6 octobre : Ermentrude d'Orléans, reine des Francs, épouse de Charles II le Chauve[3].
- 30 novembre : Sabur ibn Sahl, médecin persan.

- Dongshan Liangjie, moine bouddhiste chinois, devenu un maitre de l'école bouddhiste Chan.
- Edmond d'Est-Anglie, dernier roi d'Est-Anglie avant la conquête de ce royaume par les Vikings.

## Crédit d'auteurs
- Cet article est partiellement ou en totalité issu de l'article intitulé « 869 » (voir la liste des auteurs).